# Naissance en 995
Naissance
- 991
- 992
- 993
- 994
- 995
- 996
- 997
- 998
- 999

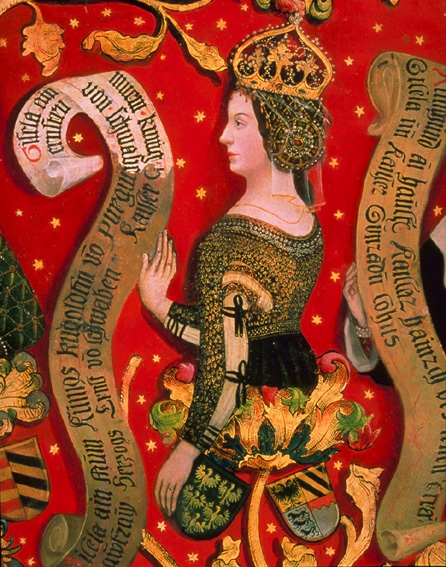
Gisèle de Souabe né en 995.

Cette page dresse une liste de personnalités nées au cours de l'année 995  :
- 11 mars : Gisèle de Souabe, reine de Germanie, impératrice du Saint-Empire.

- Abolfazl Beyhaghi, ou Abu'l-Faḍl Bayhaqī, ou Ibn Zeyd ibn Muhammad Abul-Fazl Mohammad ibn Hossein ibn Soleyman Ayyoub Ansari Evesi Khazimi Bayhaqī Shafe'i, écrivain et historien persan.
- Munia Mayor de Castille, comtesse de Castille.
- Bernard II de Saxe, duc de Saxe.
- Fujiwara no Sadayori, poète et courtisan japonais Kuge du milieu de l'époque de Heian.
- Sigvatr Þórðarson, ou Sighvatr Þórðarson, Sigvat Tordarson' ou Sigvat the Skald, poète islandais.

date incertaine (vers 995)
- Frédéric II de Lorraine, comte de Bar et un duc de Haute-Lotharingie (ou de Lorraine),
- Knut (Canut) le Grand, futur roi du Danemark, de Norvège et d'Angleterre.
- Guillaume II Talvas de Bellême, seigneur de Bellême et d’Alençon.

## Crédit d'auteurs
- Cet article est partiellement ou en totalité issu de l'article intitulé « 995 » (voir la liste des auteurs).